# Svend Særkjær
 Der er for få eller ingen kildehenvisninger i denne artikel, hvilket er et problem. Du kan hjælpe ved at angive troværdige kilder til de påstande, som fremføres i artiklen.

Svend Særkjær (født 26. februar 1968) er en dansk embedsmand, der har været departementschef i Sundhedsministeriet siden 11. januar 2021. Han er uddannet cand.scient.pol. fra Aarhus Universitet.

## Karriere
- 1996-1999: Fuldmægtig i budget og bevillingskontoret, Arbejdsministeriets område
- 1999-2002: Fuldmægtig, Finansministeriets departement
- 2002-2004: Konsulent, Indenrigs- og Sundhedsministeriet
- 2004-2007: Chef for Velfærdspolitisk Sekretariat, Indenrigs- og Sundhedsministeriet
- 2007-2009: Kontorchef, Sundhedsøkonomi, Ministeriet for Sundhed og Forebyggelse
- 2009-2015: Afdelingschef, Ministeriet for Sundhed og Forebyggelse
- 2015-2019: Regionsdirektør, Region Nordjylland
- 2019-2020: Regionsdirektør, Region Hovedstaden
- 2021-: Departementschef i Sundhedsministeriet